# Global Descriptor Table
Die Global Descriptor Table (GDT) ist eine Tabelle, die von Intels Protected Mode verwendet wird, um den Speicher, Multitasking und verschiedene Gates zu verwalten. In ihr haben maximal 8192 Deskriptoren zu je acht Bytes Platz. In der GDT können Segmente eingetragen werden, die zum Beispiel den Arbeitsspeicher in einem bestimmten Bereich adressieren und schützen.
Folgende Abbildung zeigt einen einzelnen Segmentdeskriptor:

Um auf ein Segment zuzugreifen, muss man einen Selektor in die Segmentregister (CS, DS, …) laden und kann dann auf dieses zugreifen.